# Stathmostelma diversifolium
Stathmostelma diversifolium är en oleanderväxtart som beskrevs av D.J. Goyder. Stathmostelma diversifolium ingår i släktet Stathmostelma och familjen oleanderväxter. Inga underarter finns listade i Catalogue of Life.